# Закат солнца
«Закат солнца» («Братья») — картина немецкого художника Каспара Давида Фридриха из коллекции Государственного Эрмитажа.
Две фигуры, в данном случае мужские, обращённые спиной к зрителям, являются одним из самых распространённых мотивов в творчестве Фридриха и фактически представляют нам широко распространённый в Германских княжествах первой трети XIX века культ мужской, или как вариант братской, дружбы.
Картина написана в период между 1830 и 1837 годами, долгое время находилась в одном из пригородных императорских дворцов, о чём имелась запись на этикетке, наклеенной на утраченный при реставрации подрамник; после Октябрьской революции её следы потерялись и картина находилась в частных коллекциях в Ленинграде; приобретена у А. И. Шустера в 1966 году Эрмитажной закупочной комиссией. С конца 2014 года выставляется в здании Главного Штаба в зале 352.
В коллекции рисунков Эрмитажа есть сепия «Восход Луны» (Двое мужчин на берегу») почти полностью идентичная по композиции картине; эта сепия также была создана в 1837—1839 годах и вероятно являлась прообразом будущей картины. В собрании рисунков Государственных музеев Берлина имеется карандашный набросок Фридриха «Двое мужчин в плащах», созданный в 1815—1818 годах и явным образом послуживший основой для последующей картины и сепии. В собрании Пушкинского музея также есть сепия Фридриха, изображающая двух мужчин на берегу: «Двое юношей на берегу в лунном свете», датируемая около 1835 года, на ней мужчины отличаются от картины и сепии из Эрмитажа одеждой — эта сепия, скорее всего, имеет прямое отношение к другой эрмитажной картине Фридриха — «Восход луны над морем».

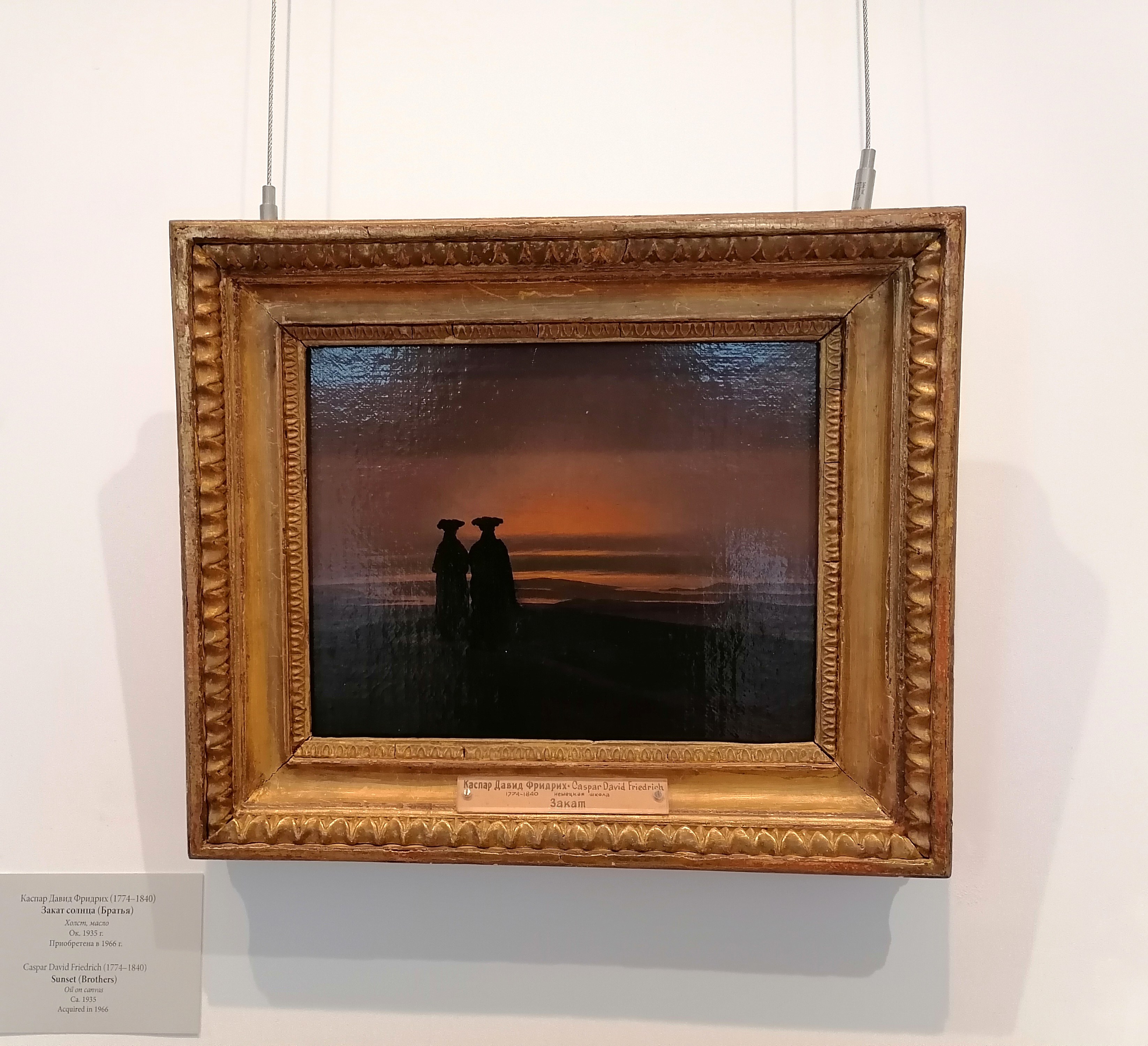
Картина в раме
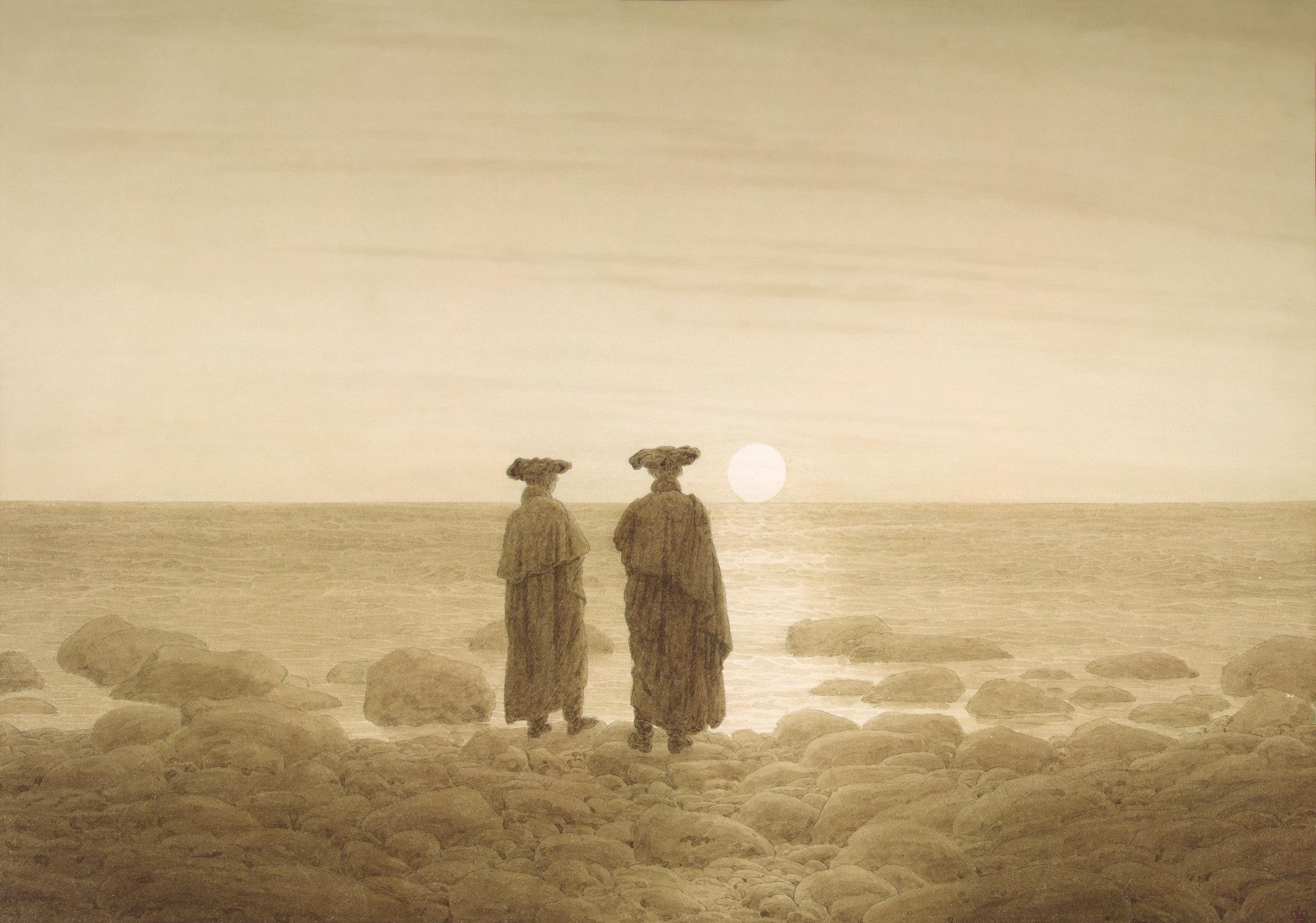
«Восход Луны». Бумага, сепия, Эрмитаж
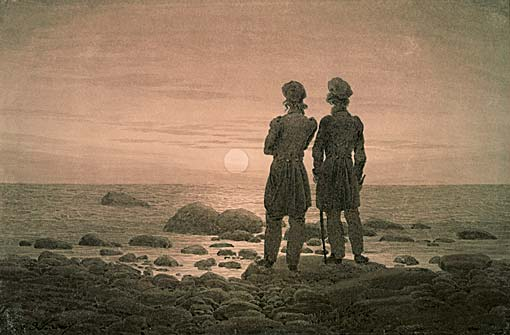
«Двое юношей на берегу в лунном свете». Бумага, сепия, ГМИИ им. Пушкина